# Allenbach (Reichshof)
Allenbach ist ein Ort von 106 Ortschaften der Gemeinde Reichshof im Oberbergischen Kreis im nordrhein-westfälischen Regierungsbezirk Köln in Deutschland.

## Lage und Beschreibung
Allenbach liegt westlich von Eckenhagen, die nächstgelegenen Zentren sind Gummersbach (10 km nordwestlich), Köln (54 km westlich) und Siegen (46 km südöstlich).
Angebunden ist Reichshof-Allenbach an das Autobahnnetz durch die Autobahnzufahrt 26 der A 4. Dabei verlaufen die Buslinien 348 (Derschlag-Dieringhausen) und 303 (Gummersbach-Waldbröl) der Oberbergischen Verkehrsgesellschaft durch das Dorf.

## Geschichte

### Erstnennung
1575 wurde der Ort das erste Mal urkundlich erwähnt und zwar als „Ort in der Karte des bergischen Amtes Windeck und der Herrschaft Homburg von Arnold Mercator.“
Schreibweise der Erstnennung: In der Allenbich
| Bevölkerungsentwicklung | Bevölkerungsentwicklung |
| Jahr                    | Einwohner               |
| ----------------------- | ----------------------- |
| 1946                    | 140                     |
| 1991                    | 204                     |
| 2005                    | 205                     |
| 2008                    | 185                     |
| 2017                    | 182                     |
| 2018                    | 186                     |
| 2019                    | 187                     |

## Freizeit

### Vereinswesen
- Heimat- u. Verschönerungsverein Allenbach